# سیارک ۲۲۷۹۱
سیارک ۲۲۷۹۱ (به انگلیسی: 22791 Twarog، نامگذاری:1999LL7) بیست و دو هزار و هفتصد و نود و یکمین سیارک کشف شده‌است که در ۱۴ ژوئن ۱۹۹۹ کشف شد.
قدر مطلق سیارک برابر ۱۵٫۸۰ است.